# Къща музей „Великий княз Николай Николаевич“
Къща музей „Великий княз Николай Николаевич“ се намира в Пордим, паметник на културата с национално значение.
Експозицията на къщата музей представя дейността на Главната квартира на руската армия по време на Плевенската епопея. Тук пребивават главнокомандващия Дунавската руска армия генерал Николай Николаевич и император Александър II в периода от 26 октомври до 10 декември 1877 г. Експозицията е уредена в къщата на Иван Стойков-Троянчанина. Тя е построена в периода 1862 – 1865 г. В този дом в присъствието на граф Николай Игнатиев, генерал Николай Обручев, генерал Дмитрий Милютин, генерал Едуард Тотлебен, генерал Йосиф Гурко се провеждат военни съвети и се вземат важни стратегически решения за хода на войната, блокадата на Плевен, зимното преминаване на Стара планина. Тук е изготвен на френски език проектът на Санстефански мирен договор. Артилерийската зала и откритата експозиция в парка представят оръдия от руската крепостна артилерия, десетцевни руски картечници и артилерийски принадлежности използвани в боевете при Плевен по време на третия щурм.